# Rodolfo Dantas Bispo
Rodolfo Dantas Bispo (Santos, 23 de Outubro de 1982) é um ex-futebolista brasileiro que jogava como zagueiro. 

## Carreira

### Início da carreira
Começou no futebol ainda criança na cidade de Bertioga, atuando pelo Esporte Clube Rio da Praia, clube de futebol amador muito conhecido na cidade.
Jogou por alguns clubes nas categorias de base, entre eles o São Bento de Sorocaba, chegando ao Fluminense em 2000. Estreou no time profissional em 2002, quando ainda atuava como lateral esquerdo. Durante sua passagem pelo Fluminense, chegou a atuar com volante, mas acabou se firmando como zagueiro.
Uma de suas principais características são as cobranças de falta, sejam elas próximas ou distantes ao gol. Rodolfo é conhecido também pelo seu refinado toque de bola e habilidade pouco comuns aos tradicionais zagueiros. No Fluminense foram 93 jogos e 11 gols.

### Dínamo de Kiev
Transferiu-se para o futebol do leste europeu em 2004, seu destino foi o Dinamo de Kiev onde atuou de 2004 a 2006, sendo 56 jogos disputados e 7 gols marcados. Neste período disputou pela 1ª vez a Liga dos Campeões da UEFA, tendo sido o Dinamo de Kiev eliminado na 1ª fase.

### Futebol russo
Transferiu-se para o Lokomotiv Moscou em 2007. 

### Grêmio
Em 2011, acertou um empréstimo por um ano com o Grêmio, após uma negociação conturbada, mantendo seu vínculo com a equipe russa até 2013.
Sua estréia pelo time gaúcho foi contra o Caxias no Estádio Olímpico em Porto Alegre, pelo Campeonato Gaúcho 2011. Vitória de 2-1 do Grêmio, sendo os gols marcados por Douglas e Vilson.

### Vasco da Gama
Em dezembro de 2011, o gerente de futebol do Grêmio, Paulo Pelaipe, informou que o empréstimo do jogador junto ao Lokomotiv Moscou terminava no final daquele mês e que não seria renovado.
O jogador assinou, então, um pré-contrato com o Vasco da Gama em Dezembro para jogar no ano seguinte. Ele conseguiu a rescisão amigável do contrato com os russos e se apresentou em 3 de Janeiro ao clube carioca.
Após uma temporada irregular no Vasco em 2012, foi afastado durante a pré-temporada de 2013, sendo reintegrado ao elenco em 13 de fevereiro de 2013, principalmente pela necessidade de mais zagueiros no elenco, devido à saída de Douglas para o Dnipro no começo do ano.
Em 4 de junho de 2014, Rodolfo rescinde seu contrato com o Vasco. O defensor sofreu duas lesões seguidas no joelho e desde 2012 que não entrou em campo. Há meses a diretoria vascaína tentava negociar a saída do ex-Tricolor mas sem sucesso. Mas enfim as partes chegaram a um acordo e o vínculo foi rompido.
Havia um acerto verbal com o Le Havre, porém, por conta das dificuldades financeiras do clube francês de obter por conta que um empresário ainda não comprou o clube completamente, Rodolfo acabou acertando com o Botafogo.Porém, sua contratação não foi oficializada.

### Retorno a Rússia
Desde janeiro de 2014 Rodolfo estava negociando seu retorno a Rússia para jogar no Terek Grozny, se transferindo oficialmente somente um ano depois, em janeiro de 2015.
Em julho de 2017, seu clube atual na Rússia mudou de nome para FC Akhmat.

## Seleção Brasileira
Rodolfo, teve uma passagem pela seleção Brasileira pré-olímpica durante o torneio pré-olímpico disputado no Chile em 2004 sob o comando do técnico Ricardo Gomes.
Rodolfo tem como ídolo o zagueiro Lúcio e curiosamente seu parceiro de zaga no Vasco Dedé.

## Títulos
Fluminense
- Campeonato Carioca: 2002

Dínamo de Kiev
- Supercopa da Ucrânia: 2006
- Copa da Ucrânia: 2004/2005 e 2005/2006

Lokomotiv Moscou
- Copa da Rússia: 2006/2007